# قبله (چوار)
قبله، روستایی در دهستان چکر بخش بولی شهرستان چوار در استان ایلام ایران است.

## جمعیت
بر پایه سرشماری عمومی نفوس و مسکن در سال ۱۳۹۵، جمعیت این روستا برابر با ۸۶ نفر (۱۷ خانوار) بوده‌است.